# Musikladen
Musikladen (pol. Sklep muzyczny) – telewizyjna audycja muzyczna nadawana w latach 1972–1984 przez kanał ARD, stanowiąca kontynuację pierwszego muzycznego programu telewizyjnego w RFN – Beat Club, emitowanego w latach 1965–1972 przez tego samego nadawcę. Audycja zyskała znaczną popularność i zapisała się w historii muzyki rozrywkowej. Producentem wszystkich odcinków była publiczna stacja radiowo-telewizyjna Radio Bremen. Następcą Musikladen był program Extratour, emitowany przez ARD, co kwartał, w latach 1985–1989.

## Formuła programu
Reżyserem audycji był Michael „Mike” Leckebusch (1937–2000), głównymi prezenterami Manfred Sexauer i Ursula „Uschi“ Nerke (do 1978). Musikladen opierał się na popularnym w latach 60. i 70. formacie koncertów w telewizyjnym studio z udziałem publiczności (od 1980 okazjonalnie prezentowano także pierwsze teledyski). Program wyróżniała charakterystyczna, bardzo nowoczesna jak na swoje czasy scenografia oraz nowatorska realizacja z pionierskim wykorzystywaniem takich technik produkcji telewizyjnych, jak m.in. tory kamerowe, blue box, skomplikowany system oświetlenia studia (światła ledowe, lasery, stroboskopy itp.), dymiarki etc.
Musikladen jako pierwszy muzyczny program telewizyjny zerwał z formułą statycznych występów, zachęcając wykonawców do angażowania towarzyszących grup baletowych czy też własnych popisów scenicznych, w tym tańca synchronicznego. Nowością obyczajową były częste występy roznegliżowanych tancerek go go, które towarzyszyły niektórym wykonawcom. O atrakcyjności formatu programu decydowała również zasada, że każdy gość Musikladen wykonywał tylko jeden utwór w specjalnie zaaranżowanej dla niego scenografii. Starano się stworzyć wrażenie występów na żywo, odbywanych kolejno w czasie rzeczywistym na kilku scenach zainstalowanych w jednym dużym studio wypełnionym publicznością.

## Historia
Program powstawał w jednym ze studiów telewizyjnych Radia Brema (Studio 3) przy Hans-Bredow-Straße w Bremie (Bremie-Osterholz). Nadawano go nieregularnie, w odstępach minimum comiesięcznych, czasem raz na kilka miesięcy. Emisja przypadała zawsze w porze największej oglądalności, początkowo w środy o godz. 21:00, później w czwartki o godz. 21:45. Od 13 grudnia 1972 do 29 listopada 1984 wyemitowano 90 odcinków, długości 30–75 minut (choć z reguły odcinek trwał 45 minut), w których wystąpili wiodący światowi wykonawcy muzyki pop-rock, okazjonalnie także innych gatunków muzycznych, jak country, jazz, a nawet punk (Ramones) czy heavy metal (Motörhead). Wyemitowano również 59 odcinków specjalnych (Musikladen extra).

## Wykonawcy międzynarodowi
Wielokrotnymi gośćmi programu były gwiazdy ówczesnego popu, m.in. A La Carte, Al Bano i Romina Power, Amanda Lear, Baccara, Bay City Rollers, Blondie, Boney M., Bonnie Tyler, George Baker Selection, Gibson Brothers, Luv’, Kim Wilde, Maywood, Orchestral Manoeuvres in the Dark, Pussycat, Sailor, Shakin’ Stevens, Smokie, Suzi Quatro, Sweet, Village People.
W Musikladen występowali również tacy artyści, jak The Rolling Stones, Rod Stewart, Ike and Tina Turner, Stevie Wonder, Mungo Jerry, Cliff Richard, Roxy Music, Sparks, The Police, The Jacksons, 10cc, Wham, Duran Duran, Depeche Mode i inni. Do legendy przeszedł program z 21 sierpnia 1976 The best of Abba, wyjątkowo poświęcony wyłącznie jednemu wykonawcy. Po spektakularnym występie we wrześniu 1976, Daddy Cool grupy Boney M. stał się wielkim hitem.

## Polski występ
Polskim akcentem w historii Musikladen był udany występ zespołu 2 plus 1 z utworem Easy Come, Easy Go w odcinku nr 49 (Musikladen 49), wyemitowanym 18 października 1979.

## Wydawnictwa DVD i powtórki emisji
15 listopada 2010 Musikladen oficjalnie wydano w formie 10 płytowego potrójnego boxu na płytach DVD. Obszerne fragmenty są też do dziś wielokrotnie powtarzane w telewizjach niemieckich oraz kanałach muzycznych VH1 i VH1 Classic.